# Херман Боерхев
Херман Боерхев (енгл. Herman Boerhaave; Ворхоут, 31. децембар 1668 – 23. септембар 1738.) је био холандски ботаничар, хемичар, хришћански хуманиста и лекар европске славе. Сматрају га зачетником клиничког учења и модерне академске болнице, а понекад га називају и „оцем физиологије“, заједно са венецијанским лекаром Санториом Санториом (1561–1636). Боерхеве је увео квантитативни приступ у медицину, заједно са својим учеником Albrecht von Haller-ом (1708–1777) и најпознатији је по томе што показује однос симптома и лезија. Први је изоловао хемијску уреу из урина. Био је први лекар који је у клиничку праксу применио мерења термометра. Његов мото био је Simplex sigillum veri: „Једноставност је знак истине“. Често га поздрављају као „холандског Хипократа“.

## Биографија
Боерхев је рођен у Ворхоуту близу Лајдена. Син протестантског пастора  у младости је Боерхеве студирао Божанство (проучавање хришћанске теологије и службе у школи, божанственој школи, универзитету или богословији) и желео је да постане проповедник. Након смрти оца, међутим, понуђена му је стипендија и он је ступио на Универзитет у Лајдену, где је 1690. магистрирао филозофију, са дисертацијом под насловом De distinctione mentis a corpore (О разлици Ума од Тела). Тамо је напао доктрине Епикура, Тома Хобса и Баруха Спинозе. Затим се окренуо проучавању медицине. Докторирао је на Универзитету у Хардервијку (данашњи Гелдерланд) 1693, дисертацијом под насловом De utilitate explorandorum in aegris excrementorum ut signorum (Корисност испитивања знакова болести у излучевању болесних).
1701. постављен је за предавача на медицинским институтима у Лајдену; у свом уводном говору, студију De commendando Hippocratis, препоручио је својим ученицима тог великог лекара као узор. 1709. године постао је професор ботанике и медицине и у том својству учинио је добру услугу, не само свом универзитету, већ и ботаничкој науци, својим побољшањима и додацима у ботаничкој башти у Лајдену, и објављивањем бројних дела која описују нове врсте биљака.
14. септембра 1710, Боерхев се оженио Maria-ом Drolenvaux, ћерком богатог трговца, Aldermanа Abraham Drolenvaux-а. Имали су четворо деце, од којих је једна ћерка, Maria Joanna, доживела пунолетство. 1722. године почео је да пати од екстремног случаја гихта, опорављајући се следеће године.
1714. године, када је именован за ректора универзитета, наследио је Govert Bidloo-а на катедри за практичну медицину и у том својству је увео савремени систем клиничке наставе. Четири године касније именован је и на катедру за хемију. 1728. године изабран је у Француску академију наука, а две године касније у Краљевско друштво у Лондону. Године 1729. опадајуће здравствено стање обавезало га је да поднесе оставку на катедрама за хемију и ботанику; и умро је након дуготрајне и болне болести у Лајдену.

## Наслеђе
Његова репутација је толико повећала славу Универзитета у Лајдену, посебно као медицинске школе, да је постао популаран код посетилаца из свих делова Европе. Сви кнезови Европе послали су му ученике, који су у овом спретном професору нашли не само неуморног учитеља, већ и нежног чувара. Када је Петар Велики отишао у Холандију 1716. године (пре 1697. године био је у Холандији да би се подучавао у поморским пословима), такође је узимао лекције од Боерхевеа. Волтер је отпутовао да га види, као и Карл фон Лине, који је постао близак пријатељ. Његова репутација није била ограничена на Европу; кинеска мандарина послала је писмо упућено „славном Бурхавеу, европском лекару“, и стигло је на време.
Операциона сала Универзитета у Лајдену, у којој је некада радио као анатом, сада је у средишту музеја који носи његово име; Музеј Боерхев. Астероид 8175 Боерхев назван је по Боерхеву. Од 1955. до 1961. Боерхевова слика штампана је на холандским новчаницама од 20 гилдова. Медицински центар Универзитета у Лајдену организује медицинске тренинге под називом Боерхеви-курсеви.
Имао је изванредан утицај на развој медицине и хемије у Шкотској. Британске медицинске школе кредитирају Боерхева за развој система медицинског образовања на којем се заснивају њихове садашње институције. Сваки члан оснивача Медицинске школе у Единбургу студирао је у Лајдену и похађао Боерхевова предавања из хемије, укључујући John Rutherford-a и Francis Home. Боерхеве-ова Elementa Chemiae (1732) препозната је као први текст о хемији.
Боерхев је прво описао Боерхев синдром, који укључује кидање једњака, обично последица снажног повраћања. Ноторно је 1724. године описао случај барона Jan van Wassenaerа, холандског адмирала који је умро од овог стања након прождрљиве гозбе и накнадне регургитације. Стање је било фатално пре савремених хируршких техника које су дозвољавале санацију једњака.
Боерхев је био критичан према холандском савременику Баруху Спинози, напавши га у својој дисертацији из 1688. године. Истовремено, дивио се Исаку Њутну и био је побожни хришћанин који је често писао о Богу у својим делима. Збирку његових религиозних мисли о медицини, преведену са латинског на енглески, сачинио је Sir Thomas Browne Instituut Leiden под именом Boerhaave's Orations (што значи „Боерхевове молитве“). Између осталог, сматрао је природу Божјом творевином  и говорио је да су сиромашни његови најбољи пацијенти јер им је Бог био платиша.

## Медицински доприноси
Боерхев се интензивно посветио проучавању људског тела. На њега су снажно утицале механицистичке теорије Ренеа Декарта и теорије астронома и математичара из 17. века Giovanni Borelli-а, који је кретање животиња описивао у смислу механичког кретања. У таквим просторијама Боерхеве је предложио хидраулички модел људске физиологије. Његови списи се односе на једноставне машине као што су полуге и ременице и слични механизми, а телесне органе и чланове видео је као да су састављени од структура сличних цевима. На пример, физиологију вена упоредио је са радом цеви. Утврдио је на важност правилне равнотеже притиска течности, напомињући да течности треба да се могу кретати по телу слободно, без препрека. За добробит тела требало је да се саморегулише како би одржало здраво стање равнотеже. Боерхевов концепт тела као апарата усредсредио је своју медицинску пажњу на материјалне проблеме, а не на онтолошка или езотерична објашњења болести.
Боерхевово предавање о његовом знању и филозофији привукло је многе студенте на Универзитет у Лајдену. Нагласио је значај анатомских истраживања заснованих на практичном посматрању и научном експерименту. Његов концепт телесног система завладао је широм Европе и помогао трансформисању медицинског образовања у европским школама. Његови увиди изазвали су велико интересовање код осталих критичких медицинских мислилаца, не само за Фридриха Хофмана, који је снажно заговарао значај физичко-механичких принципа за очување или заправо обнављање здравља. Као професор у Лајдену, Боерхев је утицао на многе студенте. Неки су у својим експериментима подржавали и унапређивали његову филозофију, док су је други одбацивали и предлагали алтернативне теорије људске физиологије. Написао је много уџбеника и списа кроз које је пробављени сјај његових предавања у Лајдену кружио широм Европе. 1708. године објављена је његова публикација Institutiones Medicae на више од пет језика и ушла је у приближно десет издања. Његова Elementa Chemia, светски познат уџбеник хемије, објављен је 1732. године.
Механицистички концепт људског тела одступио је од вековних прописа које су поставили Гален и Аристотел. Уместо сервилне зависности од учења пренетих из антике, Боерхев је схватио важност утврђивања коначних налаза кроз сопствену истрагу и директном применом сопствених метода испитивања. Ово ново резоновање проширило је подручје ренесансне анатомије: отворило је пут реформама медицинске праксе и разумевања у области јатрохемије.

## Радови
- Oratio academica qua probatur, bene intellectam a Cicerone et confutatam esse sententiam Epicuri de summo bono (Лајден, 1688)
- Het Nut der Mechanistische Methode in de Geneeskunde (Лајден, 1703)
- Institutiones medicae (Лајден, 1708)
- Aphorismi de cognoscendis et curandis morbis (Лајден, 1709), на који је његов ученик и помоћник Gerard van Swieten (1700–1772) објавио коментар у 5 томова.
  - Aphorismi de cognoscendis et curandis morbis (на језику: латински). Parisiis. apud Guillelmum Cavelier, via Jacobea, sub signo Lilii aurei. 1728.
- Index plantarum quae in Horto academico Lugduno Batavo reperiuntur (на језику: латински). Leiden: Cornelis Boutesteyn. 1710.
- Index alter plantarum quae in horto academico Lugduno-Batavo aluntur (на језику: латински). 1. Leiden: Pieter van der Aa (1.). 1720.
  - Index alter plantarum quae in horto academico Lugduno-Batavo aluntur (на језику: латински). 2. Leiden: Pieter van der Aa (1.). 1720.
- Institutiones et Experimenta chemiae (Париз, 1724) (неовлашћено). (Дигитално издање Универзитета и државне библиотеке Диселдорф )
- Historia plantarum quae in Horto Academico Lugduni-Batavorum crescunt (на језику: латински). Roma: Francesco Gonzaga. 1727.
- Elementa chemiae (на језику: латински). 1. Leiden: Severinus, Isaak. 1732.
  - Elementa chemiae (на језику: латински). 2. Leiden: Severinus, Isaak. 1732.
- Historia plantarum quae in Horto Academico Lugduni-Batavorum crescunt (на језику: латински). 1. Amsterdam. 1738.
  - Historia plantarum quae in Horto Academico Lugduni-Batavorum crescunt (на језику: латински). 2. Amsterdam. 1738.

## Галерија
- Historia plantarum quae in Horto Academico Lugduni-Batavorum crescunt, 1727
- Elementa Chemiae, 1732